# Emory Parnell
Emory Parnell, auch Emery Parnell oder Emory Parnel, (* 29. Dezember 1892 in Saint Paul, Minnesota, Vereinigte Staaten; † 22. Juni 1979 in Woodland Hills, Los Angeles) war ein US-amerikanischer Schauspieler.
Parnell absolvierte eine Ausbildung als Musiker am Morningside College, einer Einrichtung in Sioux City. 1929 verbrachte er acht Monate in der Arktis, um dort nach Gold zu suchen. Er trat in Zirkussen, Vaudeville-Shows sowie in regionalen Schauspielproduktionen auf; zeitweise arbeitete er als Konzertgeiger. Ab 1930 stand er für einige in Detroit gedrehte Werbe- und Industriefilme erstmals vor der Kamera.
Auf der Suche nach besseren Verdienstmöglichkeiten zogen Parnell und seine Frau nach Los Angeles, um in Hollywood als Filmschauspieler Fuß zu fassen. Der irischstämmige Schauspieler, mit einem oft frustrierten oder strengen Gesichtsausdruck, erhielt sofort viele Nebenrollen als Polizist, Türsteher, Vermieter und Geschäftsmann. Einer seiner ersten Filme war Doctor Rhythm (1938), er wurde allerdings aus dem Film geschnitten. Er arbeitete im Laufe seiner Karriere jeweils mehrfach mit den berühmten Regisseuren Alfred Hitchcock, Billy Wilder und Preston Sturges. 
Oftmals nur auf eher kleine Nebenrollen beschränkt, erhielt er einigen Filmen wie dem Technicolor-Musical Louisiana Purchase auch etwas größere Aufgaben. Wiederkehrende Rollen hatte er 1949 als Kleinstadt-Unternehmer Billy Reed in Universals Filmreihe Ma and Pa Kettle mit Marjorie Main und Percy Kilbride in den Hauptrollen sowie als Fabrikvorarbeiter von William Bendixs Hauptfigur in der erfolgreichen Fernsehserie The Life of Riley (1952–1958). Parnells Schaffen in Hollywood umfasst rund 350 Film- und Fernsehproduktionen bis einschließlich 1972. Im Mai 1949 wirkte er einmalig an einer Broadway-Produktion mit, dem Stück Mr. Adam mit nur fünf Aufführungen.
Parnell war von 1913 bis zu seinem Tod mit Effie Laird (1888–1986) verheiratet, einer Schauspielerin, die mit ihm sowohl im Varieté als auch in Filmen auftrat. Sie hatten zwei gemeinsame Kinder, von denen eines, James Parnell, ebenfalls Schauspieler wurde. Sein Sohn James starb 1961 im Alter von nur 38 Jahren.
Der Schauspieler besaß zeitweise eine 36-Fuß-Yacht und war Mitglied der United States Coast Guard Reserve. Er starb mit 86 Jahren an einem Herzinfarkt, nachdem er die letzten Lebensjahre mit seiner Frau im Motion Picture & Television Country House verbracht hatte.

## Filmographie (Auswahl)
- 1938: Arson Gang Busters
- 1938: Call of the Yukon
- 1938: Doctor Rhythm
- 1938: Im Namen des Gesetzes (I Am the Law)
- 1938: King of Alcatraz
- 1938: The Mad Miss Manton
- 1938: Girls on Probation
- 1938: Illegal Traffic
- 1938: Chicago – Engel mit schmutzigen Gesichtern (Angels with Dirty Faces)
- 1938: Blondie
- 1938: Sweethearts
- 1939: Pacific Liner
- 1939: Off the Record
- 1939: Idiot’s Delight
- 1939: St. Louis Blues
- 1939: Tiny Troubles (Kurzfilm)
- 1939: Twelve Crowded Hours
- 1939: Rivalen (Let Freedom Ring)
- 1939: You Can’t Get Away with Murder
- 1939: Sudden Money
- 1939: The Lady and the Mob
- 1939: East Side of Heaven
- 1939: Union Pacific
- 1939: Musik fürs Leben (They Shall Have Music)
- 1939: Unmarried
- 1939: The House of Fear
- 1939: Winter Carnival
- 1939: The Spellbinder
- 1939: I Stole a Million
- 1939: The Star Maker
- 1939: The Day the Bookies Wept
- 1939: Sued for Libel
- 1939: Die Marx Brothers im Zirkus (At the Circus)
- 1939: Die wilden Zwanziger (The Roaring Twenties)
- 1939: On Dress Parade
- 1939: Little Accident
- 1939: One Hour to Live
- 1939: Dr. Kildare: Das Geheimnis (The Secret of Dr. Kildare)
- 1939: Zwölf Monate Bewährungsfrist (Invisible Stripes)
- 1940: Abe Lincoln in Illinois
- 1940: Der junge Edison (Young Tom Edison)
- 1940: Blondie on a Budget
- 1940: If I Had My Way
- 1940: Those Were the Days!
- 1940: Out West with the Peppers
- 1940: Der große McGinty (The Great McGinty)
- 1940: The Golden Fleecing
- 1940: Stranger on the Third Floor
- 1940: Der Auslandskorrespondent (Foreign Correspondent)
- 1940: Hit Parade of 1941
- 1940: Die scharlachroten Reiter (North West Mounted Police)
- 1940: The Devil’s Pipeline
- 1940: A Night at Earl Carroll’s
- 1941: The Case of the Black Parrot
- 1941: So Ends Our Night
- 1941: Mr. und Mrs. Smith (Mr. & Mrs. Smith)
- 1941: The Monster and the Girl
- 1941: A Shot in the Dark
- 1941: The Lady from Cheyenne
- 1941: Blüten im Staub (Blossoms in the Dust)
- 1941: Kiss the Boys Goodbye
- 1941: Three Sons o' Guns
- 1941: Die Spur des Falken (The Maltese Falcon)
- 1941: The Blonde from Singapore
- 1941: Tödlicher Pakt (Unholy Partners)
- 1941: Sullivans Reisen (Sullivan’s Travels)
- 1941: Der Tote lebt (Johnny Eager)
- 1941: Louisiana Purchase
- 1942: Agenten der Nacht (All Through the Night)
- 1942: Cadets on Parade
- 1942: Obliging Young Lady
- 1942: Kings Row
- 1942: The Remarkable Andrew
- 1942: Piraten im karibischen Meer (Reap the Wild Wind)
- 1942: Two Yanks in Trinidad
- 1942: Saboteure (Saboteur)
- 1942: Die fröhliche Gauner GmbH (Larceny, Inc.)
- 1942: Syncopation
- 1942: Night in New Orleans
- 1942: Ein Kuß zuviel (They All Kissed the Bride)
- 1942: Little Tokyo, U.S.A.
- 1942: Der große Wurf (The Pride of the Yankees)
- 1942: Wings for the Eagle
- 1942: Der Major und das Mädchen (The Major and the Minor)
- 1942: Apache Trail
- 1942: Highways by Night
- 1942: Meine Frau, die Hexe (I Married a Witch)
- 1942: Es waren einmal Flitterwochen (Once Upon a Honeymoon)
- 1942: Der freche Kavalier (Gentleman Jim)
- 1942: Over My Dead Body
- 1942: Arabische Nächte (Arabian Nights)
- 1943: The Hard Way
- 1943: London Blackout Murders
- 1943: Geächtet (The Outlaw)
- 1943: Und das Leben geht weiter (The Human Comedy)
- 1943: Slightly Dangerous
- 1943: Botschafter in Moskau (Mission to Moscow)
- 1943: It’s a Great Life
- 1943: Nazty Nuisance
- 1943: Du Barry Was a Lady
- 1943: Mr. Lucky
- 1943: Two Señoritas from Chicago
- 1943: Young Ideas
- 1943: Let’s Face It
- 1943: Dangerous Blondes
- 1943: You’re a Lucky Fellow, Mr. Smith
- 1943: Der unbekannte Gast (The Unknown Guest)
- 1943: Government Girl
- 1943: Laurel und Hardy: Die Tanzmeister (The Dancing Masters)
- 1943: Sensation in Morgan’s Creek (The Miracle of Morgan’s Creek)
- 1944: Love Your Landlord (Kurzfilm)
- 1944: Radio Rampage (Kurzfilm)
- 1944: Address Unknown
- 1944: Seven Days Ashore
- 1944: Andy Hardy's Blonde Trouble
- 1944: Pinky und Curly (Once Upon a Time)
- 1944: A Night of Adventure
- 1944: The Great Moment
- 1944: Wilson
- 1944: The Falcon in Mexico
- 1944: So ein Papa (Casanova Brown)
- 1944: Gildersleeve's Ghost
- 1944: Mit Büchse und Lasso (Tall in the Saddle)
- 1944: Heavenly Days
- 1944: The Falcon in Hollywood
- 1945: What a Blonde
- 1945: The Crime Doctor’s Courage
- 1945: Having Wonderful Crime
- 1945: Two O'Clock Courage
- 1945: It’s in the Bag!
- 1945: Zombies on Broadway
- 1945: Radio Stars on Parade
- 1945: Mama Loves Papa
- 1945: Jahrmarkt der Liebe (State Fair)
- 1945: Sing Your Way Home
- 1946: Colonel Effingham's Raid
- 1946: Deadline at Dawn
- 1946: Riverboat Rhythm
- 1946: The Falcon’s Alibi
- 1946: Land der Banditen (Badman’s Territory)
- 1946: Strange Triangle
- 1946: Deadline for Murder
- 1946: Queen of Burlesque
- 1946: Gallant Journey
- 1946: Little Iodine
- 1946: Abie's Irish Rose
- 1946: The Show-Off
- 1947: Calendar Girl
- 1947: Die widerspenstige Gattin (Suddenly, It’s Spring)
- 1947: The Guilt of Janet Ames
- 1947: Violence
- 1947: Gas House Kids Go West
- 1947: Stork Bites Man
- 1947: The Crime Doctor's Gamble
- 1948: Summer Holiday
- 1948: Here Comes Trouble
- 1948: Song of Idaho
- 1948: Nur meiner Frau zuliebe (Mr. Blandings Builds His Dream House)
- 1948: Blondes Eis (Blonde Ice)
- 1948: Assigned to Danger
- 1948: The Babe Ruth Story
- 1948: Startbahn ins Glück (You Gotta Stay Happy)
- 1948: Strike It Rich
- 1948: Disaster
- 1948: Words and Music
- 1949: Rose of the Yukon
- 1949: A Woman’s Secret
- 1949: Alaska Patrol
- 1949: Hideout
- 1949: Ma and Pa Kettle
- 1949: The Beautiful Blonde from Bashful Bend
- 1949: Kopfpreis 5000 Dollar (Hellfire)
- 1949: Zweikampf am Red River (Massacre River)
- 1949/1953: The Lone Ranger (Fernsehserie, 2 Folgen)
- 1950: Unmasked
- 1950: Ein charmanter Flegel (Key to the City)
- 1950: Beware of Blondie
- 1950: Mississippi-Express (Rock Island Trail)
- 1950: Kill the Umpire
- 1950: County Fair
- 1950: Chain Gang
- 1950: Tod im Nacken (To Please a Lady)
- 1950: Night Club Daze (Kurzfilm)
- 1950: Trail of Robin Hood
- 1951: Mein Mann will heiraten (Grounds for Marriage)
- 1951: Belle Le Grand
- 1951: The Lemon Drop Kid
- 1951: My True Story
- 1951: Der Revolvermann (The Redhead and the Cowboy)
- 1951: Ma and Pa Kettle Back on the Farm
- 1951: Zwei von einer Sorte (Two of a Kind)
- 1951: Mississippi-Melodie (Show Boat)
- 1951: Let's Go Navy!
- 1951: Honeychile
- 1951: All That I Have
- 1951: Golden Girl
- 1952: Tommy macht das Rennen (Boots Malone)
- 1952: Engel der Gejagten (Rancho Notorious)
- 1952: Oklahoma Annie
- 1952: The Fabulous Senorita
- 1952: Macao
- 1952: Abenteuer in Rom (When in Rome)
- 1952: Gobs and Gals
- 1952: Frau in Weiß (The Girl in White)
- 1952: And Now Tomorrow
- 1952: Hat jemand meine Braut gesehen? (Has Anybody Seen My Gal?)
- 1952: Washington Story
- 1952: Ma and Pa Kettle at the Fair
- 1952: Casanova wider Willen (Dreamboat)
- 1952: Lost in Alaska
- 1952: Gefährliches Blut (The Lawless Breed)
- 1953: Madame macht Geschichte(n) (Call Me Madam)
- 1953: Confidentially Connie
- 1953: Fort der Rache (Fort Vengeance)
- 1953: Ein verwöhntes Biest (The Girl Who Had Everything)
- 1953: Bomba – Rache im Dschungel (Safari Drums)
- 1953: Vorhang auf! (The Band Wagon)
- 1953: Sweethearts on Parade
- 1953: Here Come the Girls
- 1953: Shadows of Tombstone
- 1953: I Love Lucy (Fernsehserie, Folge 3x02)
- 1953: Du bist so leicht zu lieben (Easy to Love)
- 1953–1958: The Life of Riley (Fernsehserie, 25 Folgen)
- 1954: Villa mit 100 PS (The Long, Long Trailer)
- 1954: The Battle of Rogue River
- 1954: Ma and Pa Kettle at Home
- 1954: Pride of the Blue Grass
- 1954: The Rocket Man
- 1954: Sabrina
- 1954: Jungle Gents
- 1955: Plünderer am Pikes Peak (The Looters)
- 1955: Postraub in Central City (The Road to Denver)
- 1955: Man ist niemals zu jung (You’re Never Too Young)
- 1955: How to Be Very, Very Popular
- 1955: Maler und Mädchen (Artists and Models)
- 1956: Ich heirate meine Frau (That Certain Feeling)
- 1956: Wo Männer noch Männer sind (Pardners)
- 1956: Gangsterbrut (The Young Guns)
- 1956: Hot Shots
- 1956/1960: Cheyenne (Fernsehserie, 2 Folgen)
- 1957: Der "Held" von Brooklyn (The Delicate Delinquent)
- 1958: The Notorious Mr. Monks
- 1958: Der Mann aus dem Westen (Man of the West)
- 1958: Wilde Jagd (The Hot Angel)
- 1958/1959: Sugarfoot (Fernsehserie, 2 Folgen)
- 1958–1960: Lawman (Fernsehserie, 11 Folgen)
- 1958/1962: 77 Sunset Strip (Fernsehserie, 2 Folgen)
- 1958–1962: Maverick (Fernsehserie, 5 Folgen)
- 1958/1962: The Real McCoys (Fernsehserie, 2 Folgen)
- 1959: Ein Schuß und 50 Tote (Alias Jesse James)
- 1959: Diese Erde ist mein (This Earth Is Mine)
- 1959: Eine Nummer zu groß (A Hole in the Head)
- 1959: Lassie (Fernsehserie, Folge 6x02)
- 1959/1960: Der Texaner (The Texan, Fernsehserie, 2 Folgen)
- 1959–1960: Gold in Alaska (The Alaskans, Fernsehserie, 3 Folgen)
- 1960: Hawaiian Eye (Fernsehserie, Folge 1x26)
- 1961: Ada Dallas (Ada)
- 1961: Bronco (Fernsehserie, Folge 4x01)
- 1961/1963: Im Wilden Westen (Death Valley Days, Fernsehserie, 2 Folgen)
- 1962: Dennis, Geschichten eines Lausbuben (Dennis the Menace, Fernsehserie, Folge 3x17)
- 1963: Mr. Ed (Mister Ed, Fernsehserie, Folge 3x18)
- 1964: Perry Mason (Fernsehserie, Folge 8x11)
- 1965: Colorado Saloon 12 Uhr 10 (The Bounty Killer)
- 1965: Git!
- 1966: Green Acres (Fernsehserie, Folge 1x23)
- 1967: The Andy Griffith Show (Fernsehserie, 2 Folgen)
- 1969: Frei wie der Wind (Changes)
- 1971: Andromeda – Tödlicher Staub aus dem All (The Andromeda Strain)
- 1971: Rauchende Colts (Gunsmoke, Fernsehserie, 2 Folgen)
- 1972: Macho Trip (Hot Summer Week)